# Komarivți, Bar
Komarivți (în ucraineană Комарівці) este o comună în raionul Bar, regiunea Vinnița, Ucraina, formată numai din satul de reședință.

## Demografie
Componența lingvistică a satului Komarivți
     Ucraineană (99,48%)
     Alte limbi (0,52%)
Conform recensământului din 2001, majoritatea populației satului Komarivți era vorbitoare de ucraineană (99,48%), existând în minoritate și vorbitori de alte limbi.